# Pedro Álvarez de Toledo y Zúñiga
Pedro Álvarez de Toledo y Zúñiga (castellà: Pedro Álvarez de Toledo y Zúñiga, Marqués de Villafranca del Bierzo)  (Alba de Tormes, 13 de juliol de 1484 - Florència, 21 de febrer de 1553), conegut com a Pedro de Toledo, va ser un aristòcrata espanyol, virrei de Nàpols, militar, polític i mecenes de les belles arts.
El primer virrei espanyol efectiu de Nàpols, entre 1532 i 1552, va ser responsable d'una considerable millora social, econòmica i urbana a la ciutat i al regne de Nàpols en general. El seu prestigi li permeté de casar la seva filla Elionor amb el gran duc de Toscana Cosme I de Mèdici (1539).

## Biografia
Pedro de Toledo va néixer a Alba de Tormes, província de Salamanca, el 13 de juliol de 1484. Era fill de Fadrique Álvarez de Toledo y Enríquez, II duc d'Alba de Tormes, i d'Isabel de Zúñiga y Pimentel.
Va començar la seva carrera política servint de patge a Ferran el Catòlic; destacat en l'exercici de les arts militars, va acompanyar el seu pare a la conquesta de Navarra, el 1512. Va lluitar al costat de l'emperador del Sacre Imperi Romanogermànic Carles V i I d'Espanya a la Guerra de les Comunitats de Castella, Itàlia, Flandes i Alemanya.
Va ser virrei del Nàpols entre el de 4 de setembre de 1532 fins a la seva mort, el 21 de febrer de 1553. Havia succeït al cardenal Pompeo Colonna, qui va estar en el càrrec des de 1530 a 1532.
La seva arribada a Nàpols va marcar un punt d'inflexió a la història del virregnat. Els vint anys de la seva administració es van caracteritzar per una reorganització i canvis sociopolítics, econòmics i de planificació importants. Don Pedro va convertir a la ciutat de Nàpols en un dels bastions de l'Imperi espanyol.
| « | Don Pedro de Toledo tenia totes les qualitats que necessita un gran Príncep per restaurar un poderós estat, en què les guerres i les desgràcies han relaxat tots els vincles socials. Voluntat forta i enèrgica, amor a la justícia, activitat incansable per al treball, severitat de costums, cor magnànim, inclinació a tot allò que és il·lustre i gran. Amb aquestes peces va ser un dels personatges més preclars del seu segle; i si no ha deixat entre els espanyols fama corresponent al seu mèrit, va ser perquè allunyat la major part de la seva vida del seu territori, i havent tingut un regne estranger per teatre de les seves grans accions, mai no n'ha estat prou conegut. Ell va ser qui va engrandir el poder dels Virreis de Nàpols; i sota el seu comandament va prendre aquesta alta dignitat la forma i atribucions que amb breus diferències va subsistir després. | » |
| — Miguel Salvá, Colección de Documentos Inéditos para la Historia de España (1853), tom XXIII, pàg.136 | |   |

El 1537 va rebutjar l'atac dels turcs a Nàpols. El 1538 inicià la construcció de fortificacions a la ciutat i al llarg de la costa; dugué a terme importants millores urbanístiques a la capital. El 1540 decretà l'expulsió dels jueus del regne. Aconseguí d’implantar a Nàpols la inquisició, mesura que provocà una important revolta (1547) amb el suport del papa i reprimida durament.
Va actuar com a mecenes i va embellir Nàpols amb l'ajuda de Juan Bautista de Toledo, que va restaurar el Castel Sant'Elmo (castell de Sant Elm) —el símbol de la reconstrucció i del nou rol assumit per la ciutat, protegida pels seus canons—, l'església de Santiago dels Espanyols (actual Nostra Signora del Sacro Cuore) i la Via Toledo. Va aconseguir, per al que posteriorment seria l'arquitecte del rei Felip II, el títol d'Arquitecte de Carles V (Arquitecte Imperial), Mestre Major de les Obres Reals de Nàpols: Juan Bautista de Toledo va ser conegut a Roma com Juan Bautista d'Alfonsis: possiblement va canviar el seu nom, a Nàpols, a Juan Bautista de Toledo, en honor al seu benefactor, Pedro de Toledo.
Va morir a Florència el 21 de febrer de 1553, quan en qualitat de Capità General dels exèrcits espanyols es dirigia a la ciutat assetjada de Siena.
El seu fill menor del matrimoni amb María, Luis Álvarez de Toledo, va quedar com a lloctinent del Virregnat de Nàpols a la seva mort. Va ser succeït com a nou virrei pel cardenal Pedro Pacheco y de Guevara (1553 - 1555).

## Matrimoni i descendència

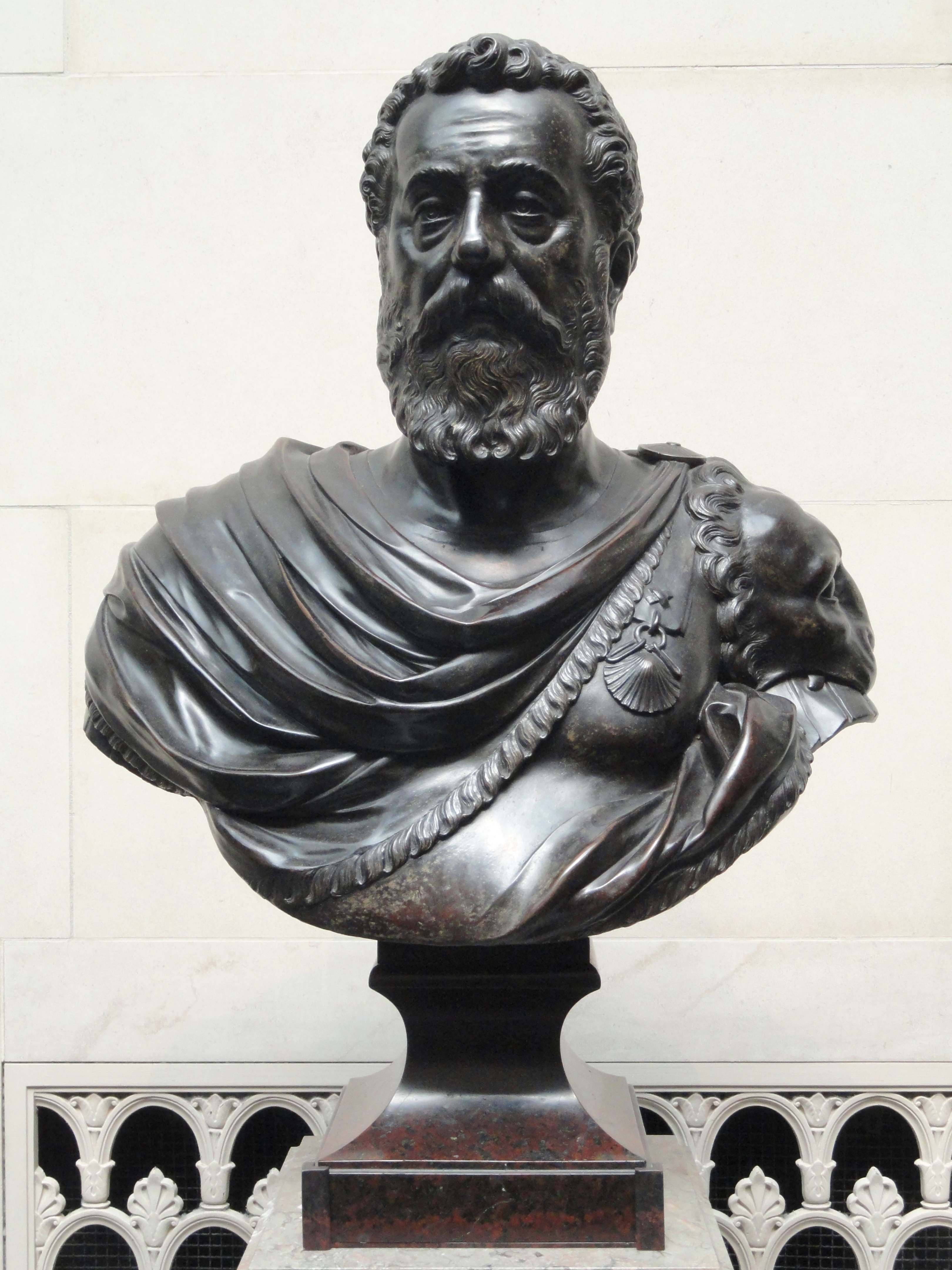
Pedro de Toledo.

Pedro de Toledo es va casar a Alba de Tormes el 8 d'agost de 1503 amb Maria Osorio Pimentel, II marquesa de Villafranca del Bierzo, filla de Luis Pimentel, I marquès de Villafranca del Bierzo i de Juana Osorio. D'aquest matrimoni va tenir la descendència següent:
- Fadrique de Toledo Osorio (1510-1569), III marquès de Villafranca del Bierzo.
- García Álvarez de Toledo y Pimentel-Osorio (1514-1577), IV marquès de Villafranca del Bierzo entre 1569 i 1577.
- Elionor de Toledo, dona de Cosme I de Mèdici, II duc de Florència. Va ser l'àvia paterna de la reina francesa Maria de Médici. Elionor és avantpassada de tots els Borbons.
- Ana de Toledo Osorio (c.1510-abans de 1550), casada en primeres núpcies amb Álvaro Lope de Moscoso Osorio y Andrade, IV comte d'Altamira,[2] i posteriorment amb Álvaro de Mendoza.
- Juana de Toledo, esposa d'Hernando Jiménez d'Urrea i Manrique de Lara, fill del II comte d'Aranda.[3]
- Isabel Álvarez de Toledo Osorio, casada amb Gian Battista Spinelli, III duc de Castrovillari.
- Luis Álvarez de Toledo Osorio, comanador de l'Orde de Santiago.

Pedro de Toledo es va casar per segona vegada a Nàpols amb Vincenza Spinelli, germana del seu gendre Gian Battista com a filla de Fernando Spinelli, II duc de Castrovillari, i de Diana Acquaviva d'Aragó.
De la seva relació amb una dama napolitana casada va tenir un fill bastard nascut el 1536:
- Raphael Cossin Rubio.